# Guy Ritchie
Guy Stuart Ritchie, född 10 september 1968 i Hatfield, Hertfordshire, är en brittisk filmregissör och manusförfattare. Ritchie slog igenom som långfilmsregissör med Lock, Stock and Two Smoking Barrels som följdes upp av Snatch. Han har även regisserat Sherlock Holmes och dess uppföljare Sherlock Holmes: A Game of Shadows.

## Filmografi (i urval)
- 1995 – The Hard Case (kortfilm)
- 1998 – Lock, Stock and Two Smoking Barrels
- 2000 – Snatch
- 2002 – Swept Away
- 2005 – Revolver
- 2008 – RocknRolla
- 2009 – Sherlock Holmes
- 2011 – Sherlock Holmes: A Game of Shadows
- 2015 – The Man from U.N.C.L.E.
- 2017 – King Arthur: Legend of the Sword
- 2019 – Aladdin
- 2020 – The Gentlemen
- 2021 – Wrath of Man
- 2023 – Operation Fortune: Ruse de Guerre
- 2023 – The Covenant
- 2024 – The Gentlemen (TV-serie)
- 2024 – The Ministry of Ungentlemanly Warfare
- 2025 – In the Grey